# 都灵 (艾奥瓦州)
都靈（英語：Turin）是一個位於美國愛荷華州莫諾納縣的城市。

## 地理
都靈的座標為42°01′15″N 95°58′03″W / 42.02083°N 95.96750°W，而該地的平均海拔高度為321米（即1053英尺）。

## 人口
根據2010年美國人口普查的數據，都靈的面積為0.23平方千米，當中陸地面積為0.23平方千米，而水域面積為0.00平方千米。當地共有人口68人，而人口密度為每平方千米295人。